# اورطه‌دشت
اورطه دشت، روستایی است از توابع بخش سرخ‌رود شهرستان محمودآباد در استان مازندران ایران.

## جمعیت
این روستا در دهستان هرازپی شمالی قرار دارد و براساس سرشماری مرکز آمار ایران در سال 1395، جمعیت آن ۳۷۵ نفر (بیش از ۸۸خانوار) بوده‌است.